# Баляси
Баля́си — село в Україні, у Корюківській міській громаді Корюківського району Чернігівської області. Населення становить 78 осіб. До 2020 орган місцевого самоврядування — Перелюбська сільська рада.

## Географія
Село розташоване за 32 км від районного центру і залізничної станції Корюківка. Висота над рівнем моря — 139 м.

## Топоніміка
З розповідей старожилів, назва села виникла через те, що жителі любили багато говорити, «точити ляси» — «Ба! — знову ляси!».

## Історія
12 червня 2020 року, відповідно до розпорядження Кабінету Міністрів України № 730-р «Про визначення адміністративних центрів та затвердження територій територіальних громад Чернігівської області», увійшло до складу Корюківської міської громади.
19 липня 2020 року, в результаті адміністративно-територіальної реформи та ліквідації колишнього Корюківського району, село увійшло до складу новоутвореного Корюківського району.

## Населення
За даними перепису населення 2001 року у селі проживали 78 осіб.
Рідною мовою назвали:
| Мова       | Кількість осіб | Відсоток |
| ---------- | -------------- | -------- |
| українська | 77             | 98,72%   |
| російська  | 1              | 1,28%    |